# Деніс
Деніс (фр. Île Denis) — острів в Індійському океані, входить до складу Сейшельського архіпелагу. Довжина острова становить 2 км, ширина — 1 км. Розташований за 87 км на північ від острова Мае.

## Історія
Острів Деніс відкрив 11 серпня 1773 року француз Дені де Тробріан. Він назвав його своїм ім'ям і закопав на ньому пляшку, в якій був документ про володіння островом. Таким чином, останній острів основної групи Сейшельських островів став офіційно французькою власністю.

## Природа
Острів є частиною «Nature Seychelles» — проєкта з охорони ендемічних видів. Сюди привозять з інших островів види птахів, що перебувають під загрозою зникнення, такі як сейшельський беброрніс (лат. Acrocephalus sechellensis) чи сейшельський фуді (лат. Foudia sechellarum).
Острів вкритий тропічним лісом, де переважають кокосові пальми та казуарини.

## Інфраструктура
На острові є приватний готельний комплекс на 25 бунгало та аеродром (IATA: DEI, ICAO: FSSD), що має єдину ґрунтову злітно-посадкову смугу довжиною 845 м. На півночі острова збудовано маяк 1910 року. Також є каплиця Сен-Дені.